# Unguja Kaskazini
Unguja Kaskazini eller Nord-Zanzibar er en af Tanzanias 26 administrative regioner. Den består af den nordlige del af øen Unguja, som er hovedøen på Zanzibar. Regionen har 171.234 indbyggere (2009) og et areal på 470 km².. Regionhovedstaden er Mkokotoni.
Unguja Kaskazini består af to distrikter: Unguja Kaskazini A med 84.348 indbyggere og Unguja Kaskazini B med 52.605 indbyggere. Mange indbyggere arbejder med fiskeri og landbrug. I nordvest er også turisme et vigtigt erhverv.
Det er tre byer i regionen: Mkokotoni, Mahonda og Gamba. Øen Tumbatu tilhører også regionen.

## Eksterne kilder og henvisninger
1. ↑   Statoids, Regions of Tanzania

5°55′S 39°16′Ø / 5.917°S 39.267°Ø